# Spaceman (4 Non Blondes)
Spaceman è il terzo singolo del gruppo musicale statunitense 4 Non Blondes, estratto dal loro album di debutto Bigger, Better, Faster, More! nel 1993. 

## Tracce
45 giri / CD single
1. Spaceman – 3:40
2. Strange – 4:04
3. What's Up? (remix) – 4:51
4. What's Up? (piano version) – 4:09

CD maxi
1. Spaceman – 3:40
2. Strange – 4:04
3. Pleasantly Blue – 2:28
4. What's Up? (remix) – 4:51

Musicassetta
1. Spaceman – 3:40
2. Strange – 4:04

## Classifiche
| Classifica (1993)             | Posizione massima |
| ----------------------------- | ----------------- |
| Austria                       | 19                |
| Belgio (Fiandre)              | 24                |
| Germania                      | 28                |
| Italia                        | 15                |
| Nuova Zelanda                 | 23                |
| Paesi Bassi                   | 25                |
| Regno Unito                   | 53                |
| Stati Uniti (mainstream rock) | 39                |
| Svizzera                      | 18                |